# كلاوس لوته
كلوز لوثه (بالألمانية: Claus Luthe)‏ (و. 1932 – 2008 م) هو مصمم، ومهندس ألماني، ولد في فوبرتال، توفي في ميونخ، عن عمر يناهز 76 عاماً.